# Topi nepalí

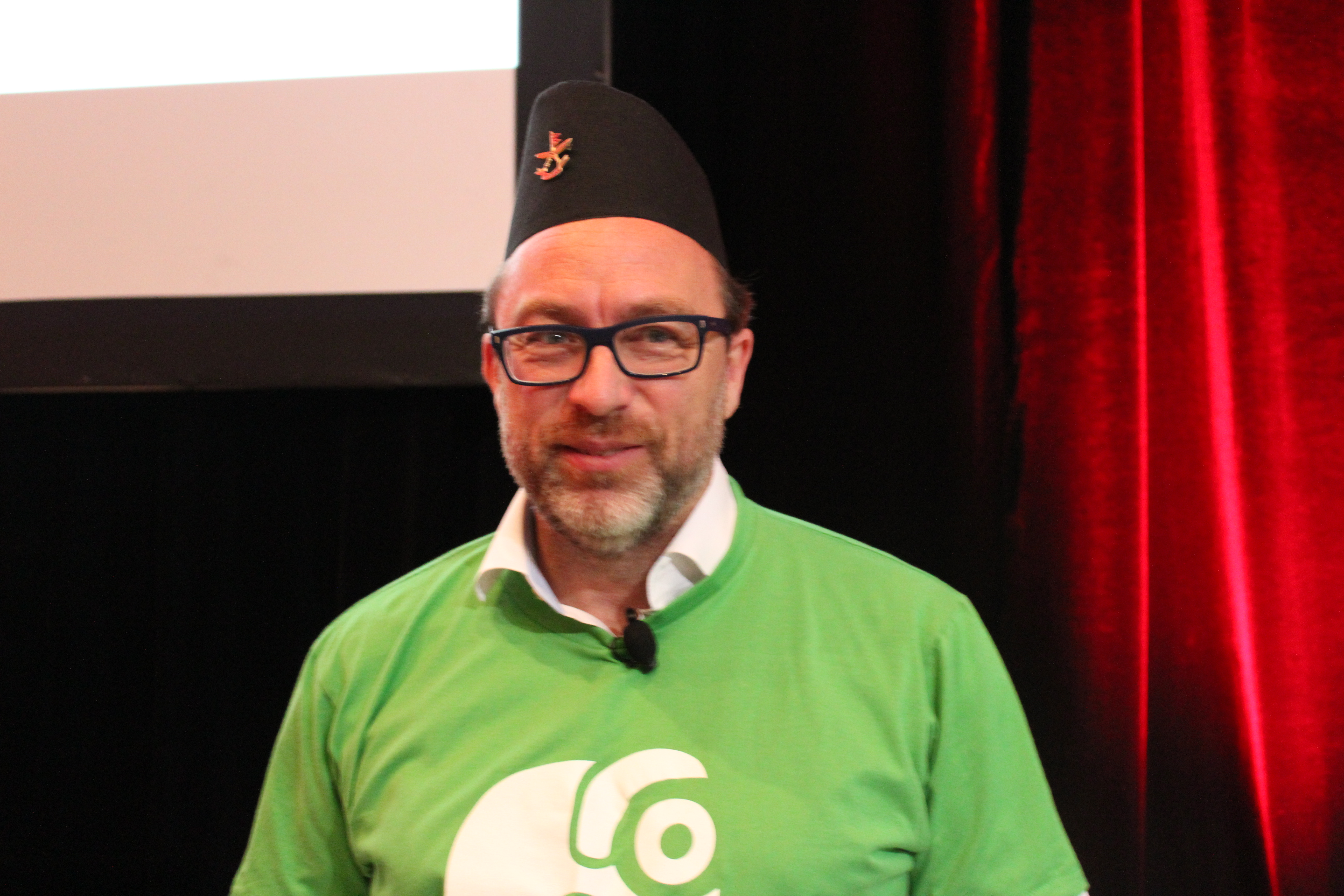
El cofundador de Wikipedia, Jimmy Wales, vistiendo un topi de estilo Bhaad-gaaule durante la ceremonia de clausura de Wikimanía 2015, en la Ciudad de México.

El topi nepalí (nepalí: नेपाली टोपी) o topi de Daca (nepalí: ढाका टोपी ) es un tipo de sombrero popular en Nepal, parte del traje típico de dicho país.
Este sombrero es fabricado con una tela llamada daca, la cual también se utiliza para un tipo de blusa, la dhaka-ko-cholo. La palabra topi significa "sombrero" en nepalí y en maithalí. Los hombres visten unos largos kurta dawra suruyal y patuka en vez de cinturón.[cita requerida] El sombrero es usado también por muchos Terai y comunidades himalayas. Los topi son también regalados durante las festividades Dashain, Tihar y Chhath.
El fundador de la ONG El Arte de Vivir, Sri Sri Ravi Shankar declaró el 1º de marzo como el Día del topi nepalí (nepalí: ढाका टोपी) durante una visita a Pokhara. 

## Historia
El topi de Daca es denominado así porque el diseño de la impresión es un patrón y un diseño tradicional de una tela original de Daca, ciudad capital de Bangladés, de la cual se importaron hacia Nepal para fabricar uno de los estilos del topi. En años recientes es raro quien traiga en Nepal un topi con tela de Daca original por su alto precio.

## Fabricación
Los topis son generalmente fabricados en Palpa y en la región oriental de Nepal principalmente en Bhojpur. Están hechos en telares manuales dispuestos en casas nepalís.

## TopiBhaad-gaaule
El topi Bhaad-gaaule (nepalí: भाद्गाउले टोपी) es un tipo de topi negro u oscuro popular entre el pueblo Newa, parte de su atuendo tradicional y fabricado en las ciudades de Bhadgaon y Bhaktapur. Hace muchos años en la era Panchayat e incluso antes, el topi negro producido en Bhaktapur solía ser una prenda favorita para los hombres en Kathmandú. Incluso era mandatorio llevarlo para entrar a oficinas o salas de gobierno como en Singha Durbar.

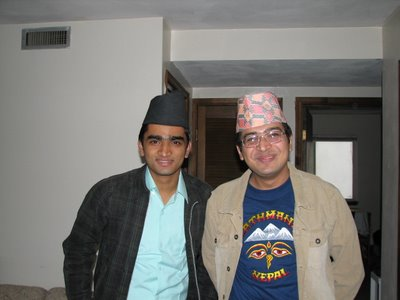
Dos hombres nepaleses, uno llevando un topi Bhaad-gaaule, y el otro llevando un Dhaka topi
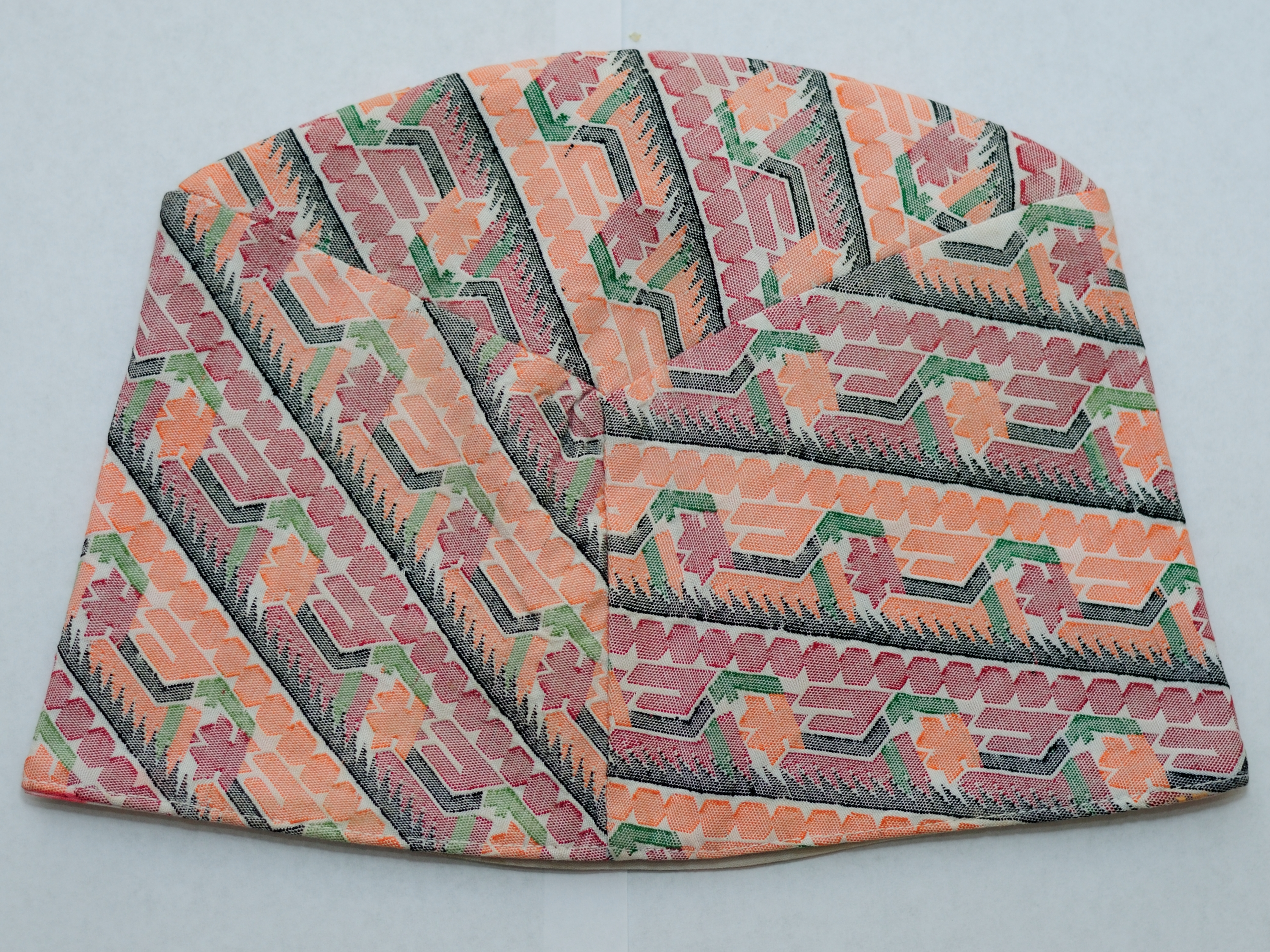
Un típico Dhaka topi nepalí